# Clearwater Lake (Colombie-Britannique)
Pour les articles homonymes, voir Clearwater Lake.
Clearwater Lake est un lac situé dans le parc provincial Wells Gray, en Colombie-Britannique, au Canada.

## Galerie

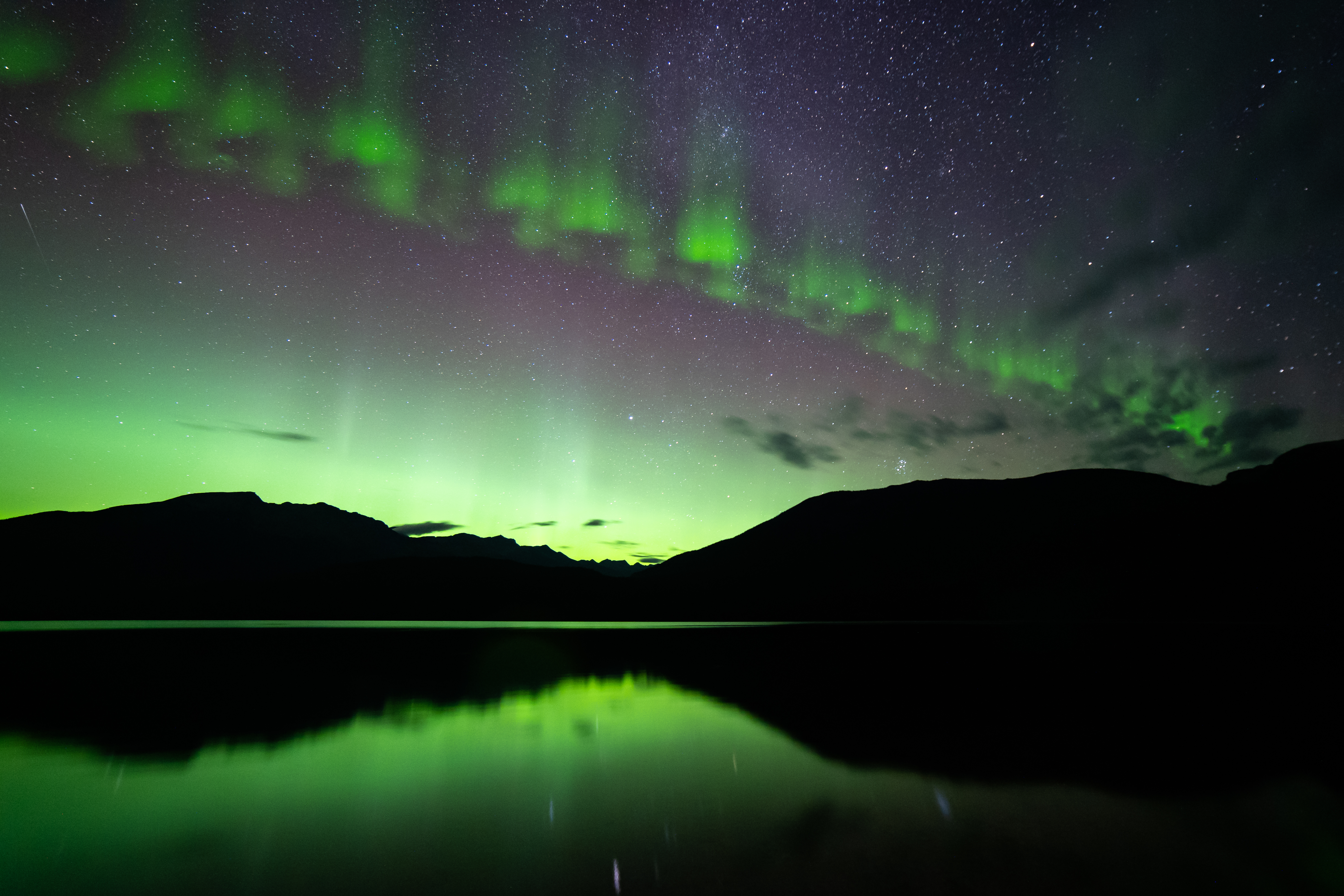
Aurores polaires au-dessus du Clearwater Lake.
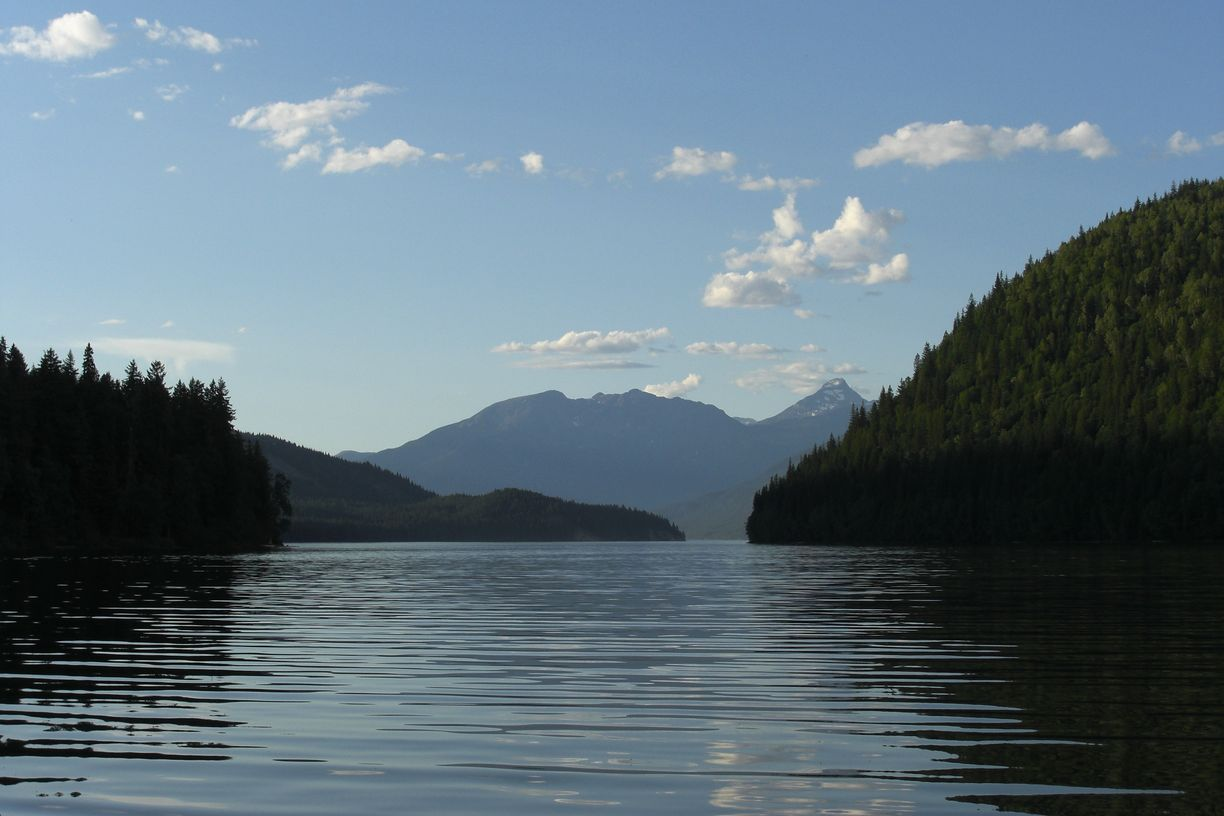
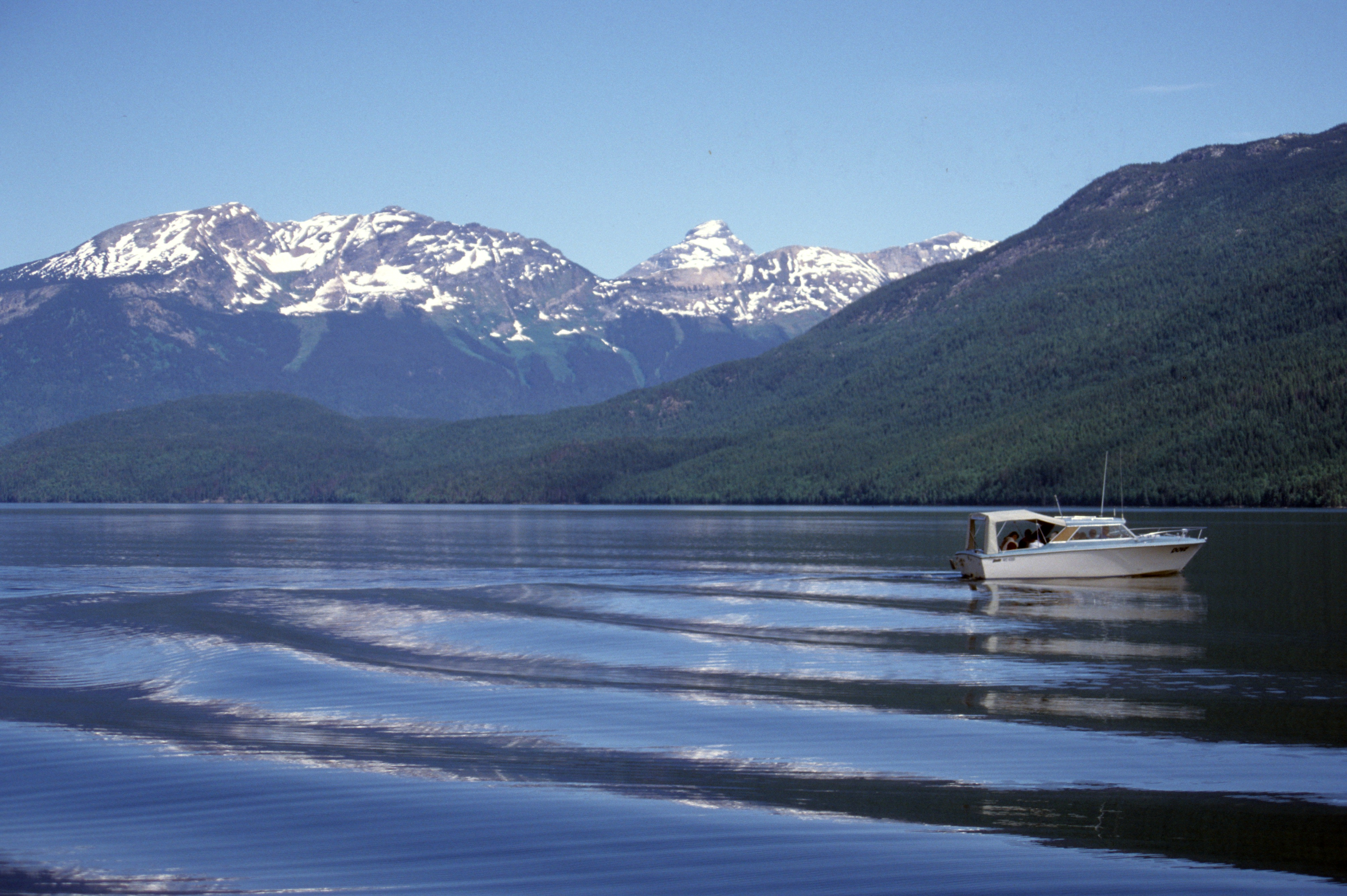
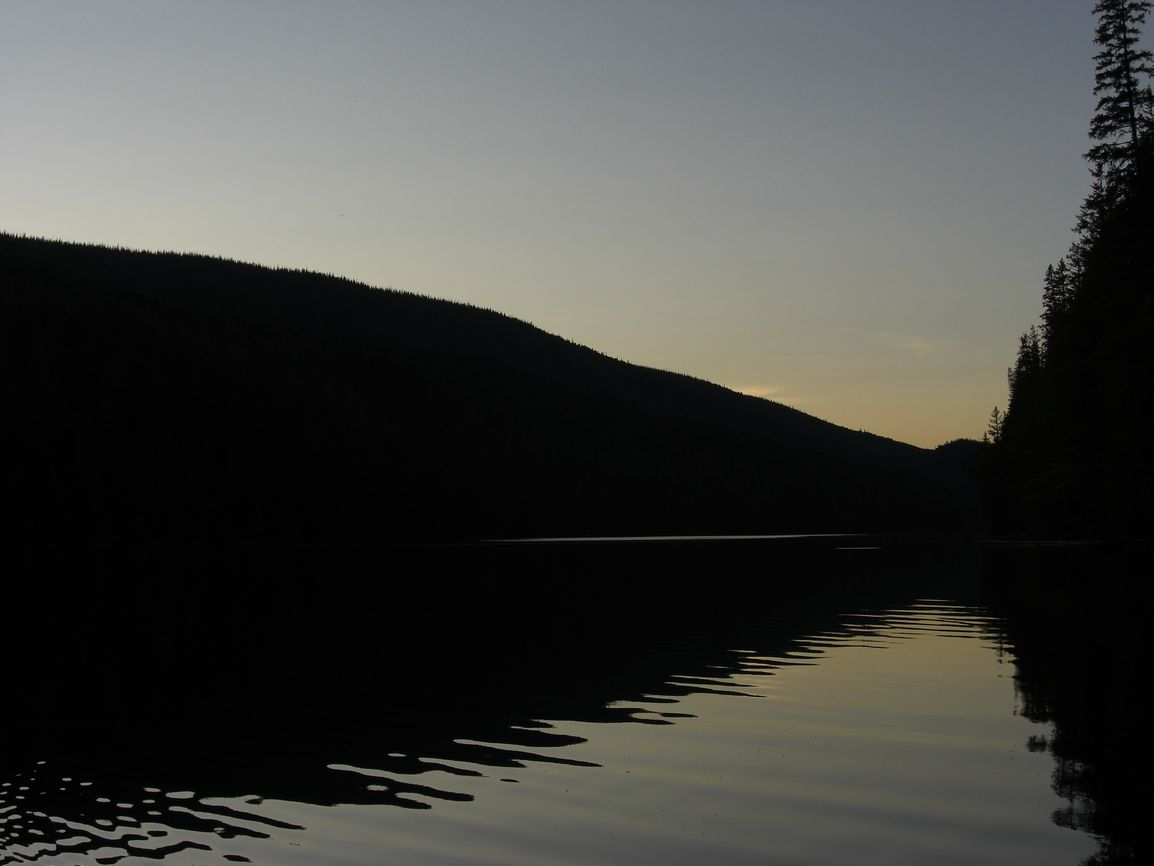
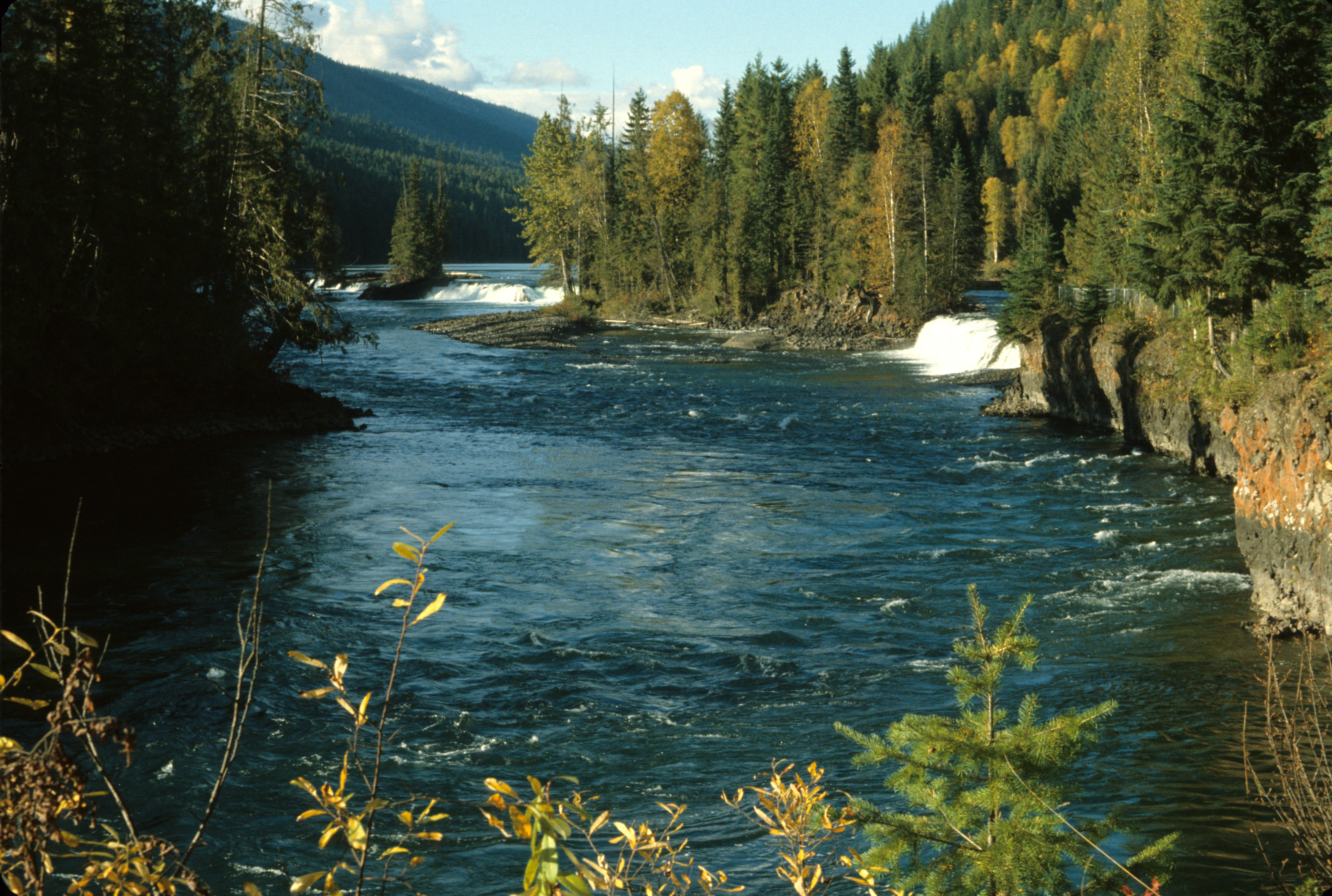
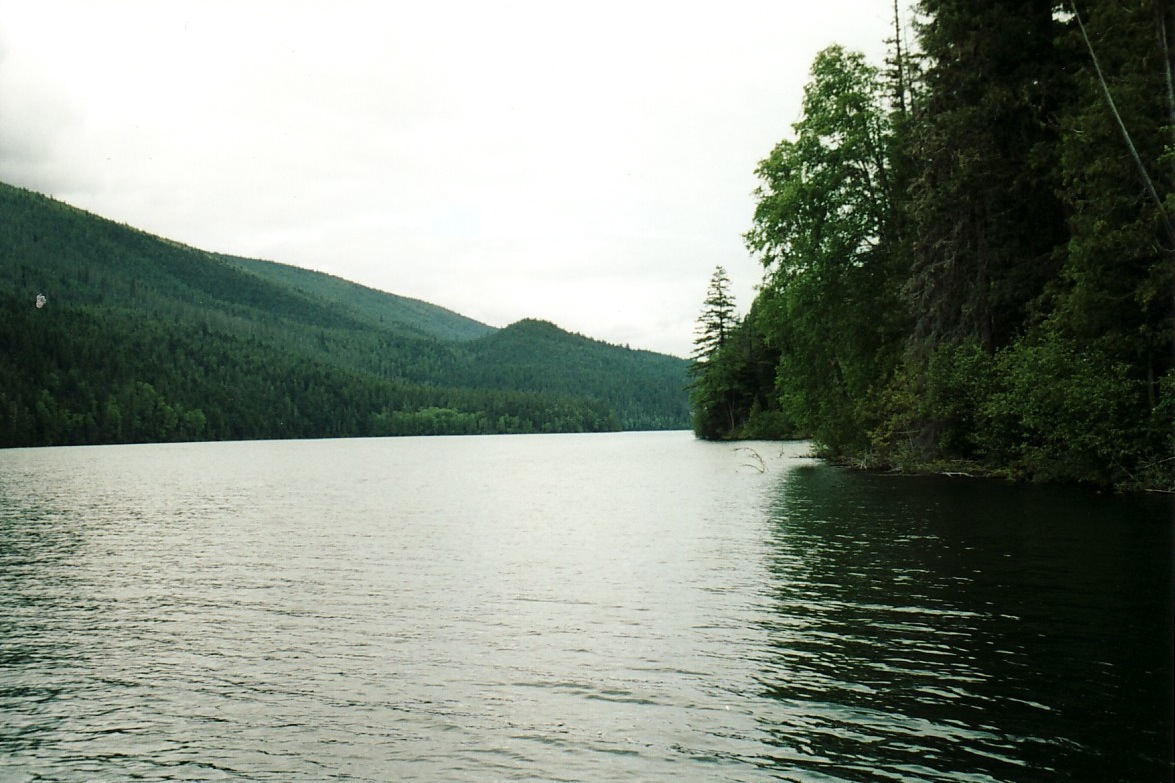
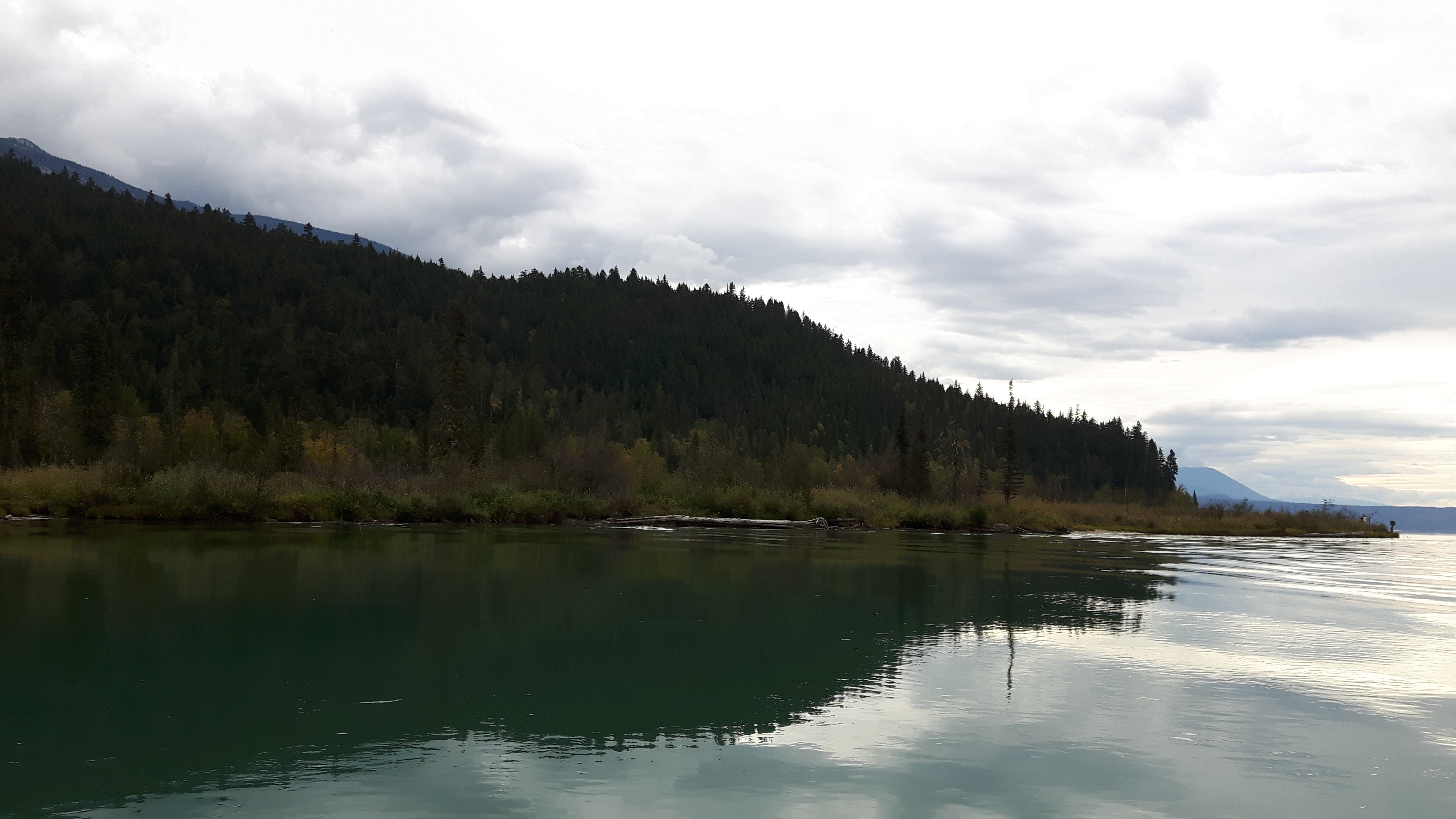